# Coelioxys holmbergi
Coelioxys holmbergi là một loài Hymenoptera trong họ Megachilidae. Loài này được Schrottky mô tả khoa học năm 1920.